# Itagibá
Itagibá é um município brasileiro do estado da Bahia.